# Ciudad Miguel Alemán
Ciudad Miguel Alemán, conocida como San Pedro de Roma antes de 1950, es una ciudad localizada en el estado mexicano de Tamaulipas y a orillas del  Río Bravo. Según el censo del INEGI del 2020, Miguel Alemán tiene una población de 18,592 habitantes. Cabe mencionar que es una zona fronteriza ya que tiene colindancia con la ciudad de Roma en el estado estadounidense de Texas. 
El poblado de San Pedro de Roma fue uno de los primeros que se fundaron en esta región, pero hasta 1927, época en que se construyó el puente internacional sobre el río Bravo, comenzó a significarse debido al empuje de sus residentes, hasta llegar a adquirir la categoría de ciudad, cabecera del nuevo municipio.

## Historia
Fundado el 11 de octubre de 1950 decreto Núm. 294 del Congreso del Estado, siendo Gobernador el General Raúl Gárate, con cabecera en San Pedro de Roma, ahora Miguel Alemán, formado aproximadamente con la mitad de familias que pertenecían al municipio de Mier.

## Cronología de hechos históricos
Año y Acontecimiento
- 1950 Fundado el 11 de octubre decreto Núm. 294 del Congreso del Estado, siendo Gobernador el General Raúl Gárate, con cabecera en San Pedro de Roma, ahora Miguel Alemán, formado aproximadamente con la mitad de familias que pertenecían al municipio de Mier.
- 1927 El poblado de San Pedro de Roma fue uno de los primeros que se fundaron en esta región, pero hasta 1927, época en que se construyó el puente internacional sobre el río Bravo, comenzó a significarse debido al empuje de sus residentes, hasta llegar a adquirir la categoría de ciudad, cabecera del nuevo municipio.
- 1927 Adquirió la categoría de ciudad y de cabecera del municipio.
- 1950 Se funda el municipio.

## Monumentos históricos
A Miguel Alemán Valdés entrada principal (develado por su hijo Miguel Alemán Velasco, también Américo Villarreal G., y por el entonces alcalde Manuel Balderas Ramírez). A Benito Juárez; hemiciclo a Hidalgo, frente al antiguo palacio municipal.

## Museos
Se encuentra la Casa de Cultura y la Casa del Arte de Miguel Alemán, coordinada por el ayuntamiento.
Esta museo municipal, que esta al lado de la plaza municipal, sus instalaciones son el edificio que anteriormente era la presidencia.

## Música
Asentado en la región norte de Tamaulipas los eventos sociales y culturales se acompañan con música norteña con instrumentos como el acordeón, tololoche y bajo sexto, además de polka.
Entre sus grupos originarios y famosos a lo largo de los estados vecinos de la república (Nuevo León, Coahuila, Chihuahua, Veracruz, etc.); se encuentran: Super Odysea, Mister Chivo, Tropical del Bravo, Dueto Estrella. Además Miguel Alemán fue parte de los comienzos del grupo Duelo, así como del grupo del querido artista, Fito Olivares. La ciudad es cuna de compositores exitosos como Edgar Barrera, quien ha sido nominado y acreedor de numerosos Grammys en el país vecino del norte.

## Gastronomía
La gastronomía del municipio, por ser una región ganadera y de la costa norte del país, es a base de carnes como la machaca con huevo, cesina, barbacoa y queso.

## Centros turísticos
Su principal atractivo consiste en el centro piscícola en que se constituye la presa Marte R. Gómez, ya que por su colindancia, capacidad y extensión, se efectúan actividades de pesca tanto deportiva como comercial. Las principales especies que se encuentran en sus aguas son: lobina, bagre, carpa, besugo, matalote y langostino.